# Esclavitud al Canadà
L'esclavitud al Canadà inclou tant l'esclavitud que es va practicar per les Primeres Nacions en el territori que actualment ocupa el Canadà abans de la colonització europea, com l'esclavitud en l'època colonial que va existir fins que el 1833 fou oficialment abolida.
Alguns esclaus eren descendents d'africans, però la majoria foren amerindis (anomenats popularment com panis, una corrupció de pawnee). A l'actual Canadà l'esclavitud va afectar sobretot a membres de grups aborígens. Mai hi va haver un nombre destacat d'esclaus afroamericans però els nadius del territori van ser sovint esclavitzats pels seus rivals i fins i tot una minoria d'ells foren comprats per administradors colonials fins que el 1833 es va abolir el comerç d'esclaus a l'Imperi Britànic.
Hi va haver un petit nombre d'esclaus africans que foren portats pels europeus a Nova França, Acàdia i posteriorment a l'Amèrica del Nord britànica durant el segle xvii. Aquests provenien de les colònies americanes i no hi va haver vaixells esclavistes que van arribar directament a l'actual Canadà des d'Àfrica. Es considera que a Nova França hi va haver alguns centenars d'esclaus. Aquests foren servents domèstics i treballadors agrícoles. Al Canadà no van existir plantacions a gran escala i per això no calien molts esclaus per a treballar-les com passava a altres zones d'Amèrica, entre Virgínia i el Brasil.
Com que el rol primerenc del Canadà en el comerç trans-atlàntic fou minso, la història de l'esclavitud al Canadà sovint és ofuscada per l'esclavitud que es va practicar en altres parts del continent americà. L'historiador jamaicà-canadenc Afua Cooper va afirmar que l'esclavitud és el "secret més ben guardat del Canadà, tancat en l'armari Nacional".

## Esclavitud sota el domini indígena
Els propietaris d'esclaus de l'època anterior a la colonització del Canadà eren, per exemple, societats pesqueres com els yuroks que vivien al llarg de la costa del Pacífic des d'Alaska fins a Califòrnia. Molts dels pobles indígenes de la costa nord-oest del Pacífic com els haida i els tlinglit eren tradicionalment coneguts per ser guerrers ferotges i comerciants d'esclaus que van arribar a fer ràids fins a la zona de Califòrnia. L'esclavitud era hereditària i els presoners de guerra esclavitzats i els seus descendents eren esclaus. Algunes tribus de l'actual Colúmbia Britànica van continuar segregant els descendents d'esclaus fins a finals de la dècada de 1970. L'escriptor anglès John R. Jewitt va compondre una narrativa esclavista després de sobreviure quan el seu vaixell fou capturat el 1802; aquest llibre dona molts detalls de la seva vida com esclau i afirma que existien molts esclaus.

## Esclavitud durant el domini francès
El 1618 hi ha documentat el primer esclau que fou portat a l'actual Canadà. Fou portat per un comboi britànic a Nova França. Aquest es deia Olivier le Jeune i era un noi d'origen malgaix. Tot i que el Code Noir no s'estableix fins al 1685, ja hi apareix. El Code Noir va obligar a la gent que es bategés, ja que va decretar la conversió de tots els esclaus al catolicisme.
El 1688 Nova França tenia una població d'11.562 habitants, sobretot comerciants, missioners i agricultors que s'havien assentat al llarg del Vall de Sant Llorenç. El rei Lluís XIV de França va concedir a Nova França el dret a importar esclaus negres d'Àfrica Occidental degut a l'escassetat de servents i peons, després que ho demanessin un grup de catòlics preeminents. Tot i que a França estava prohibida l'esclavitud, aquesta era permesa a les colònies per tal de proporcionar la mà d'obra necessària per a netejar la terra, construir edificis i, en les colònies del Carib, per a treballar als ingenis sucrers. Nova França va establir el seu propi "Codi Negre" ben aviat, amb el qual definia el control i la gestió dels esclaus. El Codi Negre de 1685 va establir el patró per a la vigilància de l'esclavitud. En aquest es requeria que tots els esclaus havien de ser instruïts com a catòlics. A més a més va definir la condició de l'esclavitud i va establir controls rigorosos. Els esclaus gairebé no tenien cap dret, tot i que el Codi indicava que els propietaris dels esclaus havien de tenir cura dels malalts i els ancians. Normalment els negres s'anomenaven "servidors" i no es va utilitzar un sistema dur. La taxa de mortalitat dels esclaus era alta.
El 1688 un grup d'aristòcrates francesos van demanar al rei Lluís XIV el permís per a importar més esclaus.
Marie-Joseph Angélique fou una esclava negra d'una vídua rica de Mont-real. Afua Cooper va editar la seva biografia: el 1734, després de saber que anava a ser venuda i separada del seu amant, va calar foc a la casa del seu amo i es va escapar. El foc va destruir quaranta-sis edificis. Com que va ser capturada al cap de dos mesos, Marie-Joseph fou passejada per la ciutat i torturada fins que va confessar el seu crim. A la tarda del dia de la seva execució, Angélique va ser conduïda per última vegada pels carrers de Mont-real i, després de la parada a l'església per a la seva confessió, es va muntar una bastida davant de les ruïnes dels edificis destruïts pel foc, on la van penjar. El seu cos fou llançat després al foc i les seves cendres foren escampades al vent.
A principis del segle xviii van començar a arribar molts africans a Nova França, sobretot com a esclaus de l'aristocràcia francesa. La Bill Raudot (projecte de llei) va potenciar encara més l'esclavitud. Aquesta era una ordenança que reconeixia l'esclavitud de Nova França a la llei: "els panis i els negres que s'han adquirit i seran adquirits, seran propietat dels que els han comprat".
Tot i que l'esclavitud va continuar després de la conquesta britànica, el comerç d'esclaus no s'havia establert formalment perquè no hi havia necessitat d'una força de treball molt gran en unes economies basades en la pell i la pesca salada. Tot i que sembla que el treball que havien de practicar els esclaus de Nova França era menys dur que el de les plantacions i ingenis d'altres zones d'Amèrica, els esclaus canadencs estaven molt controlats pels seus propietaris. Es creu que a l'època de la conquesta britànica hi havia uns 3.604 esclaus a Nova França. La majoria (52,3%) estaven a la zona de Mont-real, que és a on hi havia una economia més basada en el treball. L'historiador Marcel Trudel afirma que hi havia uns 4.000 esclaus el 1759, a finals de Nova França. D'aquests, uns 2.472 eren indígenes i 1.132 eren afrocanadencs. Després de la Conquesta de Nova França per part dels britànics, la majoria dels propietaris d'esclaus continuaren sent francesos. Trudel va identificar 1.509 propietaris d'esclaus, dels quals només 181 eren anglesos.
Els ciutadans de Nova França van rebre els esclaus com regals dels seus aliats entre els pobles nadius. Molts d'aquests esclaus eren presoners que havien estat presos en batudes contra els meskwakis, rivals dels miamis i els algonquins. Els esclaus "panis" (nadius) eren més fàcils d'obtenir i per això eren més nombrosos que els africans, tot i que el seu valor era menor. Els esclaus nadius es morien, de mitjana, als 18 anys i els africans, als 25 anys.

## Esclavitud sota el domini britànic
Les Primeres Nacions de l'actual Canadà tenien i negociaven amb esclaus. L'esclavitud era una institució que havia existit durant molts segles en certs grups ètnics. Els shawnee, potawatomi i altres tribus occidentals van importar esclaus d'Ohio i Kentucky i els van vendre als colons del Canadà. Thayendenaga (el cap Joseph Brant) va utilitzar els negres que havia capturat durant la Revolució Americana per a construir la seva casa Brant a Beach Burlington i una segona casa a prop de Brantford. Brant tenia uns 40 esclaus negres.
En els segles xvii i xviii ja hi havia esclaus a les regions britàniques del Canadà. En el cens de Nova Escòcia de 1767 se'n van llistar 104. Fins després del 1783 el seu número era molt minso. En aquell moment molts legitimistes blancs van fugir de la nova República Americana i es van endur uns 2.000 esclaus negres: uns 1.200 a les províncies marítimes (Nova Escòcia, Nova Brunswick i l'Illa del Príncep Eduard, 300 al Baix Canadà (Quebec) i 500 a l'Alt Canadà (Ontario). La Llei Imperial de 1790 va assegurar als propietaris d'esclaus legalistes que aquests continuarien sota la seva propietat. Igual que sota el jou francès, hi havia pocs esclaus que s'utilitzaven en el servei domèstic, com a peons i com a artesans qualificats.
El tema de l'esclavitud al Canadà no està mencionat (no està ni permès ni prohibit) en el Tractat de París de 1763, la Llei del Quebec de 1774 ni en el Tractat de París de 1783.
El sistema de treball forçós i les institucions de brutalitat per al seu control no es van desenvolupar al Canadà de la mateixa manera que als Estats Units. Com que no semblaven ser una amenaça per als seus amos, es permetia aprendre a llegir i escriure als esclaus i se'ls encoratjava a convertir-se al cristianisme i els seus matrimonis van ser reconeguts per la llei.
A la dècada de 1790 al Canadà hi va anar arrelant l'abolicionisme. La malícia de l'esclavitud es va evidenciar en un incident relacionat amb una esclava que va ser agredida violentament pel seu amo quan l'anava a vendre als Estats Units. Aquesta fou Chloe Clooey, que va desafiar el seu propietari amb crits de resistència. Peter Martin i William Grisely van ser testimonis d'aquest abús. Peter Martin era un antic esclau i va explicar l'incident al Sots-Governador de l'Alt Canadà, John Graves Simcoe, que va promoure la Slave Act of 1793 (Llei de l'esclavitud de 1793). Els electes del Consell Executiu, la majoria dels quals eren comerciants o agricultors que depenien de la mà d'obra esclava, no van creure necessària l'emancipació. Després, el Fiscal General John White escriure que hi havia molta oposició però pocs arguments a aquesta mesura. Finalment, l'Assemblea va aprovar la Llei contra l'Esclavitud que va legislar la seva abolició gradual: no es podien importar esclaus, els que ja ho eren ho continuarien sent fins a la seva mort, però no hi podrien haver nous esclaus a l'Alt Canadà. Els nens nascuts de les dones esclaves serien esclaus fins als 25 anys, quan haurien d'ésser allibertats. Per tal de descoratjar la manumissió, la llei requeria que el propietari havia de proporcionar seguretat econòmica a l'antic esclau perquè no es convertís en una càrrega pública. La Llei de l'Esclavitud de 1793 és l'únic acte de la legislació canadenca contra l'esclavitud. Aquesta norma garantia l'eventual fi de l'esclavitud a l'Alt Canadà, però tot i que va fer disminuir el valor del comerç d'esclaus intern, no va evitar que els esclaus es venguessin als Estats Units. El 1798 hi va haver un intent per part dels grups de pressió per tal de rectificar aquesta llei i poder importar nous esclaus.
A principis del segle xix, les altres províncies de l'Amèrica del Nord britànica ja havia limitar l'esclavitud a través de decisions judicials que requerien estrictament proves de la propietat, que difícilment es podien aportar. L'esclavitud continuava sent legal fins que el Parlament Britànic va aprovar la Llei d'Abolició de l'Esclavitud de 1833 del Regne Unit, que la va abolir a tot l'Imperi Britànic de manera efectiva l'1 d'agost de 1934.
La Companyia de Sierra Leone es va establir per a reubicar grups d'antics esclaus africans i 1.200 afroamericans de Nova Escòcia, la majoria esclaus fugitius dels Estats Units i lleialistes negres. A la clima dur i fred de Nova Escòcia va provocar moltes morts d'afrocanadencs. Així, es va fer la ciutat de Freetown per a assentar-hi els afroamericans de Sierra Leone el 1792. Molts dels lleialistes negres que van lluitar en l'exèrcit britànic durant la Revolució Americana que van ser portats en un primer moment a Nova Escòcia, foren portats posteriorment juntament amb altres negres pobres de Londres a Freetown. A partir de 1834 hi va haver altres grups d'antics esclaus afroamericans alliberats que foren reportats a aquesta ciutat de l'Àfrica Occidental, que va esdevenir el refugi d'esclaus afroamericans alliberats més important.
En l'actualitat resten quatre cementiris d'esclaus al Canadà, a St-Armand (Quebec), Shelburne (Nova Escòcia), Priceville (Ontario) i Dresden (Ontario).
A l'època de l'emancipació, es va establir la xarxa del Ferrocarril Subterrani als Estats Units, sobretot a Ohio, amb l'ajut del qual molts esclaus van travessar els estats del Nord a través del riu Ohio fins a l'Alt Canadà (l'actual Ontario). Aquesta és l'única relació que ha reconegut el govern del Canadà amb l'esclavitud.

## Recerca
L'historiador Marcel Trudel va registrar uns 4.000 esclaus al final de l'època de Nova França. D'aquests, 2.472 eren indígenes i 1.132 eren afrocanadencs. Després de la conquesta de Nova França pels britànics, els francesos eren els quals tenien més esclaus. Marcel Trudel va identificar a 1.509 propietaris d'esclaus, dels quals 181 eren anglesos. Trudel també va documentar 31 matrimonis mixtes entre colons francesos i esclaus amerindis.